# Compromís de Casp
El Compromís de Casp (1412) fou una reunió de nou notables, representants del Regne d'Aragó, del Regne de València i del Principat de Catalunya (tres per estat), que tenien l'objectiu de decidir qui succeiria l'últim rei de la Corona d'Aragó, Martí l'Humà, mort el 1410. Els tres estats s'havien compromès prèviament a respectar, fos quina fos, la decisió dels nou notables. Fou escollit el castellà Ferran de Trastàmara dit «el d'Antequera», en detriment de l'altre candidat, Jaume II d'Urgell. Fou fruit d'un interregne de dos anys molt violents, amb invasions castellanes, influències del papa Luna i un conjunt de circumstàncies que acabaren determinant l'elecció de Ferran abans i tot que tingués lloc el Compromís.

## Orígens
El Compromís va ser el punt final d'un confús conflicte que venia de temps endarrere, i per entendre'l s'ha de comprendre també la seva interrelació amb un conflicte internacional de grans dimensions: el Cisma d'Occident. Cal destacar que Martí l'Humà sempre va ser, com el seu germà Joan el Caçador, partidari del papa Benet XIII d'Avinyó.
Martí l'Humà es va casar l'any 1373 amb Maria de Luna, parenta de l'antipapa cismàtic Benet XIII, i d'aquest matrimoni va néixer Martí, dit el Jove per diferenciar-lo del seu pare. El 1396 Martí l'Humà va succeir al tron el seu germà Joan el Caçador. Als seus 40 anys ja tenia una dilatada experiència política, ja que tant en temps del seu pare Pere el Cerimoniós com del seu germà havia desenvolupat diverses responsabilitats polítiques així com missions militars. Ambdós parents li deixaven un patrimoni familiar més que endeutat per les guerres de l'un i la luxúria de l'altre.
Paral·lelament l'Aragó i València vivien immersos en un complex xoc de xarxes de faccions nobiliàries, les Bandositats. Les principals famílies es barallaven per qüestions d'interessos sobre terres i jurisdiccions. Mentre a l'Aragó els dos grans bàndols eren la família dels Urrea (que tenien com a aliats els Heredia, els Lihory i els Cerdán entre d'altres) i la família dels Luna, que comptaven amb les famílies Alagón, Montcada i López de Luna entre d'altres; les bandositats del Regne de València enfrontaven sobretot els Vilaragut contra els Centelles.
Malalt com estava, el 1407 Martí l'Humà va nomenar lloctinent d'Aragó el seu cunyat Jaume II d'Urgell, un càrrec que tradicionalment estava reservat a l'hereu al tron, però el seu fill estava ocupat amb els assumptes sicilians i sards. Això va generar diverses protestes entre molts nobles aragonesos encapçalats pel mateix justícia d'Aragó, que llavors era Juan Ximénez Cerdán, ja que no podien tolerar que un home com el comte d'Urgell, que havia participat en les bandositats aragoneses (també per interessos econòmics), tingués ara la màxima autoritat del regne, només per sota del mateix rei. També Benet XIII s'oposava a aquest nomenament perquè en el conflicte cismàtic Jaume no era partidari d'Avinyó sinó del seu rival de Roma. Tot i que en un primer moment va semblar que Martí l'Humà cedia a aquestes protestes destituint Jaume, l'any següent va nomenar-lo Governador General de tots els regnes, fent-lo dipositari de la seva màxima confiança. El càrrec era suprem i tenia gairebé poders absoluts, amb només el rei per damunt. Però Jaume d'Urgell no sabé estar-ne a l'altura i, en comptes de neutralitzar les bandositats aragoneses i valencianes, tal com s'esperava d'ell, encara les va agreujar més prenent part pels Luna i pels Vilaragut respectivament, com sempre havia fet abans d'ocupar el càrrec. A sobre, es planyia a Martí perquè la noblesa no el respectava (els seus rivals) i li demanava que interferís al seu favor.
Mentrestant Catalunya i Mallorca políticament estaven tranquil·les però vivien una crisi econòmica (les Illes seguien un pla de recuperació des del 1372), ja que tant Barcelona com Ciutat havien patit moltes despeses arran de les guerres de Pere el Cerimoniós contra Castella.
El 25 de juliol de 1409, però, tingué lloc un fet inesperat que trastornaria la Corona d'Aragó: Martí el Jove, hereu i únic fill del rei Martí l'Humà, moria als 33 anys a la ciutat sarda de Càller a causa d'unes febres infeccioses. Tot i que s'havia casat dos cops, primer amb Maria de Sicília i després amb Blanca I de Navarra, no tenia cap descendent legítim. En canvi deixava dues criatures il·legítimes, fruit de les seves relacions amb les amants sicilianes Tàrsia Rizzari i Agatuzza de Pesci. De les dues, només una era noi: Frederic de Luna, de set anys.

### La voluntat reial
L'hereu de la Corona, a la mort del rei, hauria estat el primogènit Martí el Jove, que amb 33 anys ja era des de feia temps un adult. Però i després d'ell? El comú de la historiografia coincideix a afirmar que la voluntat de la família reial era que el continuador de la dinastia fos Frederic de Luna; però, al contrari del que havia passat sovint a Castella i a molts altres llocs, a la Corona d'Aragó mai un bastard havia arribat al tron. Era un fet que contravenia tots els costums; per tant calia envoltar el procés de la màxima legalitat possible. És acceptat que, per poder aconseguir-ho, els dos Martí volien seguir una prudent estratègia consistent en anar "legitimant-lo" a poc a poc i per parts: en un primer moment ja se'l va reconèixer com a fill de la família quan se'l va legitimar per a heretar els comtats de Luna i de Sogorb. El 14 d'abril de 1409, amb Martí el Jove encara viu i sense res que fes preveure la seva mort, ho fou per a heretar el regne de Sicília. A partir d'aquí tota la Corona va poder comprovar quina era la intenció reial, ja que tradicionalment, abans que el primogènit heretés tots els regnes de la Corona d'Aragó, el rei regnant i pare seu el feia rei de Sicília perquè adquirís una experiència formativa prèvia. Però els dos reis, pare i fill, van acabar morint abans que culminés aquest procés legitimador: Martí l'Humà va traspassar sobtadament el 31 de maig del 1410, just un dia abans del dia estipulat per fer de Frederic de Luna l'hereu legal de la Corona d'Aragó (l'1 de juny).
La voluntat del rei Martí ha quedat testimoniada en una carta que envià a Pere Torrelles datada el 20 de febrer de 1410 on explicitava aquesta voluntat per a Frederic.
L'estratègia, a més, comptava amb l'aprovació d'altíssimes personalitats: en primer lloc el mateix papa Benet XIII, que volia evitar a tot preu un conflicte dinàstic, i a qui se li va oferir l'educació del jove príncep perquè pogués pujar-lo en la fidelitat a l'Església d'Avinyó, és a dir, a ell. Altres partidaris de Frederic eren el bisbe d'Osca Domènec Ram, Francesc d'Aranda, Gil Ruiz de Lihori…, tot i que aquests abandonaren aquesta posició quan veieren que no podia prosperar i prengueren partit per la del duc d'Anjou.

### La voluntat papal
L'aragonès Pedro, de la família Martínez de Luna, amb el nom pontifici de Benet XIII liderava l'escissió avinyonesa de l'Església catòlica. Però els aliats que la seguien cada cop minvaven més i ja es limitaven només a Castella i la Corona d'Aragó. Si en aquesta última hi esclatava un conflicte successori, el més probable era que perdés la seva obediència, ja que els candidats favorits entre les oligarquies de la Corona eren per una banda el comte Jaume d'Urgell, partidari del papa de Roma, i per l'altre el duc Lluís III d'Anjou, partidari del papa cismàtic instal·lat a Pisa. Per tant, en un inici Benet XIII estava d'acord amb el monarca i volia legitimar el petit Frederic per tenir-ne la custòdia i educar-lo al seu gust. Però la mort sobtada de Martí va impedir que l'1 de juny Frederic fos legitimat, tal com estava previst. Els esdeveniments posteriors el feren abandonar l'infant a la seva sort i a optar per Ferran d'Antequera, el regent de Castella, ja que si li negava el suport perdria l'obediència d'aquell regne.
Benet va viure de primera mà els últims esdeveniments de la família reial perquè entre el maig i el juny del 1410 va residir al palauet que el prohom barceloní Ramon Desplà posseïa als afores de la ciutat.

### Els últims temps de Martí l'Humà
El patriarca, vell i malalt, es quedà sense el seu únic primogènit i amb un net encara a mig legitimar; és a dir, sense hereu oficial clar.
Immediatament les oligarquies van començar a pressionar-lo perquè es casés de nou i tingués un altre fill, l'opció més políticament correcta de l'època. Secundaren la proposta Benet XIII, que acabava d'arribar a Barcelona, el mític i carismàtic Vicent Ferrer, incondicional de Benet, i el seu cunyat Jaume, comte d'Urgell. Finalment el setembre de 1409 el vell Martí, de 53 anys, es va tornar a casar amb una jove de 21, Margarida de Prades, amb l'objectiu de tenir fills. Però, sigui real o no la impotència que se li va atribuir llavors, o sigui perquè no va voler, no va sortir res d'aquest precipitat matrimoni.
De fet aquell hivern el rei va enviar missatges a les principals ciutats dels regnes convocant a Barcelona la reunió d'una junta d'experts en dret perquè debatessin les diferents opcions de la successió, però cap ni un dels cridats va acudir-hi. No és clar el perquè d'aquest unànime absentisme. S'ha especulat que la causa pogués ser que el rei volgués reunir els millors juristes per exposar-los quina era la seva voluntat i encarregar-los que la fessin viable legalment, i com que a aquelles altures, 10 mesos després de la mort de l'hereu oficial, tothom ja havia pres partit entre Lluís i Jaume, no van voler donar-li aquesta oportunitat a Martí per fer prosperar la candidatura del net Frederic.
Mentrestant Jaume d'Urgell era incapaç d'acabar amb les bandositats aragoneses i valencianes; és més, aquestes augmentaven davant del que semblava ser un buit de poder, un rei vell i un governador general que molts no reconeixien. El rei, cansat de la seva actitud victimista, perquè el comte li exigia constantment que intervingués en el rebuig que li mostrava la noblesa aragonesa, quan l'havia nomenat governador general precisament perquè ell ja era massa vell per ocupar-se d'aquests assumptes i quan el mateix comte era responsable de la situació en haver participat de les bandositats, Martí va obligar-lo a acceptar les acusacions que li feia el justícia d'Aragó: va ser imputat pels càrrecs pendents, conseqüència de la seva participació en les bandositats, tot i que no va perdre el càrrec. De fet, Jaume d'Urgell estava bastant segur que, sense fills reials, ell seria el successor al tron, ja que el càrrec de governador general anava lligat a la primogenitura i, dels possibles pretendents, ell era el que tenia més imatge pública davant les institucions reials.

### La mort del darrer monarca del casal de Barcelona
El 29 de maig Martí l'Humà emmalalteix sobtadament per causes desconegudes quan es trobava al monestir de Santa Maria de Valldonzella, molt a prop de la seva residència de Bellesguard. L'endemà dia 30 era clar que el rei agonitzava, ja que gairebé ni podia parlar. El traspàs es va produir el matí del 31, a la cambra del monestir dita de l'Abadessa, poc després de demanar al seu metge Francesc de Granollacs i a Antoni de Torrelles i Marc, els fills dels quals eren els tutors de l'infant Frederic, que cuidessin el seu net.
A les onze de la nit del 30, una hora intempestiva i més per a un home agonitzant, es presentà al monestir una comissió que deia que venia de part de les Corts de Catalunya, reunides a Barcelona des de feia uns mesos. En portava la veu cantant un poderós conseller de Barcelona, Ferrer de Gualbes, qui demanà al rei dues coses: primer que hi hagi pau entre tots i "… la segona que, per tots llurs poders e forces, facen per tal forma e manera que la successió dels vostres regnes e terres, aprés opte vostre [=la vostra mort], pervinga a aquell que per justícia deurà prevenir" a la qual cosa Martí, malalt, va respondre només: "Hoc!" [= Sí!]. Immediatament la comissió es va retirar un cop obtinguda la resposta desitjada. N'havia pres acte el protonotari del rei Ramon Sescomes.
Però sembla que el document que es feu d'aquest episodi era deficient perquè no s'hi havien efectuat les signatures dels testimonis de l'acte, de manera que l'endemà dia[31 de maig a les nou del matí una segona comissió, presidida de nou per Ferrer de Gualbes, es tornà a presentar a la cambra de l'Abadessa per repetir l'audiència gairebé exactament com havia anat el dia anterior. De Gualbes feu exactament el mateix parlament i esperà la resposta. En aquesta ocasió, però, no se sap per què el protonotari va haver de repetir la qüestió que li estaven presentant al rei però en forma de pregunta explícita: "Senyor, plau-vos que la successió dels dits vostres regnes e terres, après obte vostre, pervinga a aquell que, per justícia, deurà prevenir, e que'n sia feta carta pública?", a la qual cosa el rei hauria tornat a respondre "Hoc!".

#### La legalitat de les dues comissions
Una sèrie d'irregularitats al voltant de les comissions de Ferrer de Gualbes han posat en dubte, a l'ull dels historiadors, que fossin delegacions parlamentàries veritablement:
1. Primer de tot, en les actes de les darreres sessions de les Corts que havien tingut lloc els dies 29 i 30 de maig, abans de la mort de Martí, no hi figura el nomenament de cap comissió parlamentària. De fet el conseller Ferrer de Gualbes ni tan sols havia assistit a l'última sessió.
2. En l'acta feta durant la visita de la primera comissió (la nit del dia 30). malgrat que s'afirma que hi havia presents els diversos diputats membres de la comissió, explícitament només hi figura el nom de Ferrer de Gualbes: un fet molt estrany segons els costums protocol·laris de l'època, i més tenint en compte que es tractava dels noms dels que protagonitzen l'escena. Més rar és que, en canvi, que s'escriguin els dels nombrosos testimonis que hi havia (cap dels quals havia assistit a les últimes sessions de les Corts; de fet, uns quants eren funcionaris reials -per tant no havien arribat amb la comissió perquè ja eren a Valldonzella prèviament-).
3. El breu discurs que va pronunciar Ferrer de Gualbes no el duia escrit, cosa que denota la improvisació i la precipitació amb què s'estava actuant.
4. En cap de les dues sessions va presentar Ferrer de Gualbes cap document que acredités que venien de part de les Corts de Catalunya; tant és així que el protonotari va escriure a l'acta de la primera visita: "…segons digué, elegit per la Cort general…".
5. Era molt inusual que si aquelles comissions havien estat ordenades per les Corts fossin presidides per un membre del braç popular, i no de l'eclesiàstic.
6. Finalment, també ha sorgit la pregunta de per què va ser el protonotari reial (Ramon Sescomes) el qui va prendre acta de les escenes, quan aquest oficial formava part de la Cancelleria i no pas de la Cambra del Rei. La Cancelleria, dirigida per un canceller, s'encarregava de tota la paperassa oficial ordinària referent a decrets, disposicions, correspondència, secretaria, etc. Era la Cambra Reial, dirigida per un camarlenc, la institució que s'encarregava de les necessitats quotidianes i personals del rei, i que ja tenia dos notaris encarregats de prendre nota en casos d'emergència com aquell. S'ha especulat que la presència de Sescomes donava a aquella escena un aire d'oficialitat, d'un nivell superior al que hauria tingut si l'acta l'hagueren escrit els notaris de la Cambra. La falsa imatge resultant d'aquest episodi és que el rei és preguntat oficialment per les Corts sobre la seva voluntat en la successió.

A l'acta que es feu de la segona visita, el matí del dia 31, hi hagué canvis importants respecte de la primera:
1. Aquest cop Sescomes ja no posa el "…segons digué, elegit per la Cort general…" (i tampoc podia tenir cap acreditació llavors perquè la propera sessió de les Corts no seria fins a la tarda d'aquell mateix dia 31)
2. S'eludeixen una altra vegada els noms dels comissionats que suposadament acompanyaven en Ferrer de Gualbes.
3. Després de la pregunta: "¿Senyor, plau-vos que la successió dels dits vostres regnes e terres, après obte vostre, pervinga a aquell que, per justícia, deurà prevenir?" Sescomes també afegí: "e que'n sia feta carta pública?", la qual després de l'afirmació del rei sembla com si aquest hagués ordenat que es divulgués públicament aquella escena. El protonotari va tenir un paper molt més actiu en aquesta segona visita (cosa que d'altra banda també era inusual, car no havia d'intervenir) posant facilitats als objectius de la comissió: repeteix la pregunta que li fa Ferrer de Gualbes evitant confusions sobre la resposta del rei, i després encara l'amaneix amb un "A què certament, lo senyor rei, tot responent digué: Hoc"
4. Aquesta vegada la llista de testimonis no fou la mateixa, ja que faltava un important urgellista present la nit anterior: Roger de Moncada i de Lloria, governador de Mallorca i camarlenc. Mentre que els qui quedaven, Ferrer de Gualbes i la resta de testimonis, eren tots antiurgellistes (menys un: Guillem Ramon de Moncada, qui posteriorment es canviaria al bàndol del comte però que llavors era angeví).

### Pretendents després de la mort del rei
Martí I l'Humà morí el 31 de maig de 1410 sense haver nomenat successor. Els pretendents que optaven a la corona eren:
- Jaume II d'Urgell: comte d'Urgell i el major terratinent de la Corona d'Aragó. Pertanyia a l'alta noblesa. Es diu que era el candidat més popular al Principat, Mallorca, la major part de València (amb especial fervor a la capital) i a les terres d'Osca (l'Aragó vell). Sembla que no comptava amb el suport de la baixa noblesa (cavallers i homes de paratge) ni de la burgesia.
  - Parentiu: Amb Martí l'Humà: 5è grau en línia col·lateral per via masculina. Amb la dinastia: 3r grau en línia col·lateral per via masculina (besnet del rei Alfons III el Benigne). A més a més era cunyat de Martí, en estar casat amb la seva germanastra Isabel d'Aragó (o de Fortià). Quan Isabel i Jaume es casaren ella no va haver de renunciar als drets hereditaris que pogués reclamar com a filla de Pere III el Cerimoniós.

- Lluís de Calàbria: duc d'Anjou i comte de Provença; així com rei nominal de Nàpols. Quan morí el seu pare passà a dir-se "d'Anjou" abandonant el "de Calàbria" que li havien atribuït per diferenciar pare i fill. Lluís tenia només set anys quan va morir el rei Martí, i la que defensava els seus drets a la corona era la seva àvia, l'antiga reina Violant de Bar, i el seu pare, Lluís duc d'Anjou. En general tenia el suport de tots els antiurgellistes, a destacar Roger Bernat de Pallars, Guerau Alemany de Cervelló, Pere de Fenollet i de Narbona, i Garcia Fernández de Heredia. Però més endavant, després de la mort d'aquest últim, tothom l'abandonarà per la candidatura de Ferran de Trastàmara.
  - Parentiu: Amb Martí l'Humà: 4t grau en línia col·lateral per via femenina. Amb la dinastia: 2n grau en línia col·lateral per via femenina (net per part de mare de Joan I d'Aragó). Quan la seva mare, de nom també Violant, es casà amb Lluís d'Anjou va haver de renunciar als drets reials, per tant jurídicament el seu fill no tenia possibilitats.[6]

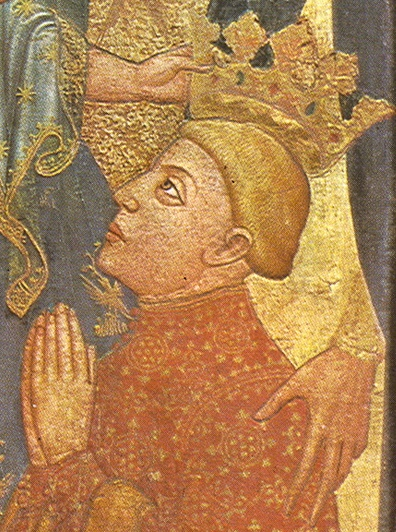
Ferran d'Antequera pintat en un detall del retaule contemporani de San Benito el Real de Valladolid, avui al Museu del Prado.

- Ferran d'Antequera: infant de Castella i duc de Peñafiel, era el major terratinent de Castella, dominava directament tota la meitat meridional d'aquest regne. Des del 1406 també n'era el regent pel seu nebot Joan II, actuant de facto com el rei, tot i que ja feia molt més temps que dirigia la política castellana a causa de les malalties del seu germà Enric III, el qual delegava sovint en ell les funcions de govern.
  - Parentiu: Amb Martí l'Humà: 3r grau en línia col·lateral per via femenina. Amb la dinastia: 2n grau en línia col·lateral per via femenina (net de Pere III el Cerimoniós). Quan la seva mare Elionor d'Aragó es va casar amb son pare Joan I de Castella (el primogènit del rei Enric II,) els dos consogres es van discutir perquè el pare d'Elionor volia que ella renunciés als drets reials i el rei castellà s'hi va negar rotundament, prevalent finalment la voluntat d'aquest últim.[6]

- Alfons I de Gandia i de Foix, també dit Alfons el Vell (en contraposició al seu fill Alfons de Gandia i d'Arenós el Jove): duc de Gandia. Va rebre poc suport, bàsicament a les seves pròpies terres. Com que va morir el març del 1412 els seus drets passaren al seu fill.
  - Parentiu: Amb Martí l'Humà: 5è grau en línia col·lateral per via masculina. Amb la dinastia: 2n grau en línia col·lateral per via masculina (net de Jaume II el Just). El seu fill tenia, com és lògic, un grau més en els dos casos: 6è i 3r respectivament.

- Joan de Prades i de Foix: comte de Prades, germà petit d'Alfons de Gandia. Va rebre encara menys suport.
  - Parentiu: Amb Martí l'Humà: 5è grau en línia col·lateral per via masculina. Amb la dinastia: 2n grau en línia col·lateral per via masculina. Evidentment igual que el seu germà però sense possibilitats en ser el petit; però per damunt del seu nebot Alfons.

- Isabel d'Aragó: filla de Pere III el Cerimoniós i la seva última esposa Sibil·la de Fortià. Tot i que quedava automàticament descartada per ser una dona es presentaria com a candidata.

- Frederic de Luna: comte de Luna, fill bastard o natural de Martí el Jove. En aquest moment tenia 8 anys i els seus tutors eren els cavallers germans Pere de Torrelles i de Blanes i Ramon de Torrelles i de Blanes.
  - Parentiu: Amb Martí l'Humà: 2n grau en línia troncal il·legítima per via masculina. Amb la dinastia: 1r grau en línia troncal il·legítima per via masculina.

## Filiació d'alguns notables dels regnes
Urgellistes
- Família Alagón, de la noblesa aragonesa
- Artal VI d'Alagón, líder de la família
- Arnau Guillem de Bellera, governador de València
- Família Cabrera, de l'alta aristocràcia catalana
- Família Cardona, de l'alta aristocràcia catalana
- Família Híxar, aristocràcia aragonesa
- Família Luna, de l'alta aristocràcia aragonesa
- Anton de Luna, líder de la família
- Família Montcada, de l'alta aristocràcia catalana
- Roger de Montcada i de Lloria, governador de Mallorca, camarlenc reial[8]
- Ramon de Montcada, senyor de Mequinensa
- Guillem Ramon de Montcada i de Luna (parent de Roger de Montcada), (en un principi era angeví en vida de Martí; però durant l'interregne s'acabà passant al bàndol urgellista) coper reial[9]
- Juan de Valtierra, bisbe de Tarassona
- Família Vilaragut, nobles destacats en les bandositats valencianes, enfrontats als Centelles

Antiurgellistes
De primer angevins, més tard trastamaristes.
- Família Centelles, nobles destacats en les bandositats valencianes, enfrontats als Vilaragut
- Bernat de Centelles - Riu-sec i de Queralt, líder de la família
- Família Cerdán
- Juan Ximénez Cerdán, Justícia d'Aragó
- Família Cervelló
- Guerau Alemany de Cervelló i de Queralt (no era germà del majordom), portantveus de general governador de Catalunya, camarlenc reial.[11][9]
- Família Desplà, de l'alta burgesia catalana
- Família Fiveller, de l'alta burgesia catalana
- Família Gualbes, de l'alta burgesia catalana
- Bernat de Gualbes, pare de Ferrer de Gualbes
- Família Heredia
- Garcia Fernández de Heredia, arquebisbe de Saragossa
- Família Illa
- Família Lihori
- Gil Ruiz de Lihori, governador d'Aragó
- Juan Martínez de Luna, senyor d'Illueca (parent de Benet XIII, no confondre amb la família Luna)
- Família Pallars
- Hug Roger II de Pallars Sobirà, comte de Pallars (fou angevista fins a l'últim moment, però acatà el resultat del Compromís de Casp)
- Domènec Ram, bisbe d'Osca, amic de Benet XIII
- Família Urrea, alta aristocràcia aragonesa
- Pero Ximénez de Urrea I, líder de la família
- Família Requesens[12]

Els servidors de Benet XIII
- Francesc d'Aranda, cartoixà de Portaceli, agent de Benet[9]
- Francesc Climent, bisbe de Barcelona, dit «el Sapera»
- Bonifaci Ferrer (germà de Vicent), prior de la Cartoixa de Portaceli, agent de Benet
- Vicent Ferrer (germà de Bonifaci), confessor i capellà de Benet XIII, predicador general valencià de l'orde dels dominics amb una gran fama a nivell europeu, agent de Benet.
- Felip de Malla, canonge de Barcelona, rector del Pi, ardiaca del Penedès, agent de Benet
- Lluís de Prades i d'Arenós (fill de Joan comte de Prades, nebot d'Alfons de Gandia), bisbe de Mallorca, fidel servidor de Benet XIII[8]
- Marc de Vilalba, abat de la nova abadia de Montserrat, el va nomenar Benet XIII, el qual a més va atorgar a Montserrat la independència de Ripoll

L'agent de Ferran de Trastàmara
- Berenguer de Bardaixí, diputat aragonès a sou de Ferran

Desconeguda
- Alfons de Tous, bisbe de Vic, diputat pel braç eclesiàstic, membre president de la Generalitat de Catalunya
- Pere de Cervelló i de Queralt (no era germà del governador), majordom reial[9]

## Interregne (1410-1412)

### Buit de govern: de juny a desembre del 1410
Com que el rei va morir sobtadament i de manera inesperada, la Corona s'havia quedat sense monarca i sense un hereu escollit oficialment. En una situació normal, el governador general dels regnes era el responsable de posar-se al capdavant dels regnes i dirigir la crisi, però Jaume d'Urgell no ho va fer, tot i que aquest càrrec era propi de l'hereu al tron i li donava avantatge per prendre oficialment el poder. Però la visita nocturna de Ferrer de Gualbes havia canviat les coses: molt aviat van córrer els rumors que un grup de diputats de les Corts catalanes havien visitat Martí poc abans de la seva mort, que aquest no els havia informat qui havia de ser el successor al tron, i que a més havia demanat que se'n triés un de manera justa: aquesta lectura divulgada dels fets era evidentment interessada, però no deixava de ser certa. I el que sí que era un fet és que no deixava constància que Jaume havia de ser el seu successor. Fins molts mesos després ningú sabria que tota la intervenció de Martí havia consistit en un simple sí com a resposta d'una pregunta vaga. Només unes vint persones havien presenciat l'escena, la majoria antiurgellistes. Mentrestant les actes de Sescomes no foren divulgades. Jaume d'Urgell no va actuar com a governador general sinó que va deixar cada regne a l'autoritat del seu governador respectiu. Si bé els de València i de Mallorca (Arnau Guillem de Bellera i Roger de Montcada i de Lloria, respectivament) li eren favorables, no ho eren pas els d'Aragó i Catalunya (Gil Ruiz de Lihori i Guerau Alemany de Cervelló).
Catalunya era l'únic dels estats de la Corona que en aquell moment tenia un Parlament reunit. Aragó i València vivien enmig de les bandositats nobiliàries que n'impedien una reunió pacífica. Com que Catalunya havia estat tradicionalment l'epicentre de la família i les institucions reials, tots els pretendents a ocupar el tron van començar a enviar els ambaixadors a Barcelona; a final d'octubre del 1410 ja s'hi havien presentat totes les candidatures. Presidia les sessions en nom del poder reial el governador del principat Guerau Alemany de Cervelló. El Parlament va deliberar que calia reunir un Parlament General a Montsó o a Fraga per tal que es pogués decidir consensuadament el futur de la Corona. Però, en absència d'un poder reial, les bandositats estaven augmentant a València i Aragó i posant en perill els camins, cosa que impedia la reunió d'aquest Parlament general.
Al darreres dies de juny Ferran de Trastàmara va conèixer la mort del seu oncle. Decidint-se a succeir-lo va enviar una carta al Parlament de Catalunya al respecte, i cap a la fi de setembre ja feia un discurs a Antequera en què reclamava la seva herència immediatament.
El mes de novembre, sense que cap altre candidat amenacés d'imposar-se per la força, va instal·lar els exèrcits de tota Castella a les fronteres d'Aragó i València. Paral·lelament llavors Jaume d'Urgell intentava entrar a Saragossa amb la possible finalitat d'usar el seu càrrec de governador general, però Garcia Fernández de Heredia es negà a obrir-li les portes (com a arquebisbe li corresponia també la seguretat militar de la ciutat en qualitat de capità de la plaça, càrrec que no obstant això estava subordinat a l'autoritat del governador general dels regnes). Jaume es retirà als seus dominis (Balaguer).
El desembre de 1410 l'aragonès Pedro de Luna (Benet XIII d'Avinyó) mantingué una reunió a Saragossa amb les autoritats d'aquest regne: Garcia Fernández de Heredia (arquebisbe de Saragossa), Juan Ximénez Cerdán (justícia d'Aragó), Gil Ruiz de Lihori (governador d'Aragó) i l'agent de Ferran de Trastàmara Berenguer de Bardaixí.

### Intents de normalització: de gener a juny de 1411
El gener de 1411, vuit mesos després de la mort del rei, una ambaixada enviada pel Parlament de Catalunya pogué convèncer a les autoritats aragoneses que havien de convocar un Parlament pel seu regne. El governador Lihori i el justícia Cerdán el convoquen per al 8 de febrer a Calataiud (a pocs quilòmetres de la frontera castellana on hi havia part de l'exèrcit de Ferran de Trastàmara). Els notables aragonesos hi anaren arribant fins a final de mes. Fins i tot Anton de Luna i l'arquebisbe Heredia, que batallaven violentament al camp perquè es disputaven la tutela de Frederic, van acudir-hi amb llurs respectius seguidors. Desconeixem el desenvolupament concret d'aquest parlament perquè les seves actes estan perdudes, però se sap que hi havia observadors catalans i valencians. La conclusió del Parlament de Calataiud fou que era necessari reunir un Parlament general de tots els regnes de la Corona. Per la qual cosa van escollir una comissió de nou membres (dos per braç -al regne d'Aragó hi havia quatre braços perquè l'alta noblesa i la baixa noblesa anaven per separat- i un "president"), la majoria reconegudament antiurgellistes, entre els quals hi havia Garcia Fernández de Heredia, arquebisbe de Saragossa, i Berenguer de Bardaixí (l'agent de Ferran), que encapçalava la comissió passant per davant dels membres eclesiàstics, un fet gens habitual. Tampoc ho era que hi hagués un membre que sobresortís per damunt dels membres dels braços. El més normal hauria estat que un dels membres eclesiàstics moderés les deliberacions. Aquesta comissió aragonesa tenia l'objectiu de reunir-se amb l'ambaixada catalana i amb els valencians presents a Calataiud en una junta que decidiria el lloc, la presidència i la protecció d'un futur Parlament General; però no hi va haver quòrum. Si més no, van acordar de tancar el parlament aragonès i tornar-se a reunir a Saragossa, on continuarien les negociacions lluny de la frontera castellana i, de fet, el lloc normal per desenvolupar unes converses tan importants (per ser la capital). El 31 de maig de 1411 (ja feia un any de la mort del rei Martí), Gil Ruiz de Lihori va clausurar l'assemblea de Calataiud. Aquell mateix dia l'arquebisbe Heredia va marxar el primer cap a Saragossa per poder rebre els membres de la junta com a amfitrió de la ciutat.

### L'assassinat de l'arquebisbe i la invasió de tropes castellanes: de juny a l'agost de 1411
Se sap que l'antiurgellista (llavors angeví) García Fernández de Heredia havia quedat l'endemà 1 de juny per entrevistar-se amb el seu enemic, Anton de Luna, el principal valedor de l'urgellisme a l'Aragó, a La Almunia de Doña Godina, a mig camí entre Calataiud i Saragossa, on va ser assassinat. El 8 de juny van arribar al parlament de Tortosa les notícies de la mort de l'arquebisbe, fet del que es feia responsable a Anton de Luna. El noble va escriure al parlament i va dir que, havent arribat amb la seva escolta a la Almunia de Doña Godina, l'arquebisbe i ell van començar a parlar però que, en discutir, van arribar a les mans, la qual cosa va provocar una lluita entre els seus respectius acompanyats, i van resultar derrotats els del prelat. Fernández de Heredia no hauria volgut donar-se presoner "e per sos demerits romàs a la plaça mort ab d'altres servidors seus". Des d'Alcanyis es donà una altra versió dels fets, presentant l'acció com un assassinat premeditat. Evidentment, aquest gest no li va fer cap favor a la candidatura urgellista i va demostrar ésser un error d'estratègia molt greu.

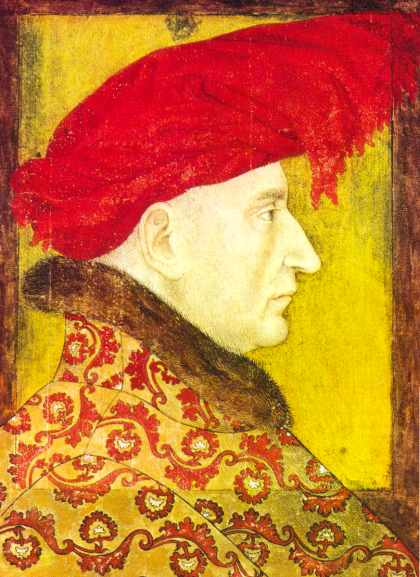
Lluís II d'Anjou

Al llarg del mes de juny els antiurgellistes van creure que els urgellistes iniciaven una cacera massiva. Per això van demanar ajuda militar a Lluís d'Anjou i la seva àvia, l'exreina Violant. Però els Anjou no tenien cap exèrcit, la seva força sempre s'havia basat en el suport del regne de França i els antiurgellistes, no en els recursos propis. Així doncs el governador Lihori i la família Urrea canviaren de facció i demanaren ajut militar a Ferran el d'Antequera, l'home més ric de Castella i regent d'aquesta, que feia mesos que tenia els seus exèrcits preparats a la frontera (i que el maig ja havien fet algunes incursions a Morella). A mitjans de mes entraven a Aragó 800 cavallers i un nombre indeterminat de peons als quals s'uniren les hosts antiurgellistes (a partir d'ara trastamaristes). Aquí es va produir un punt d'inflexió importantíssim en què tot el bloc que fins aquest moment havia estat donant suport a Lluís de Calàbria es passà a la candidatura de Ferran d'Antequera. Paral·lelament a València penetrava també l'altra part de l'exèrcit castellà, secundat pels Centelles i la resta d'antiurgellistes. L'ocupació va esdevenir molt impopular.
Benet XIII va excomunicar immediatament Anton de Luna i el seu seguici, cosa que comportava perdre totes les propietats i ser expulsat de la Corona. Això s'afegia a la multa de 250.000 florins d'or d'Aragó. Ell i el vicari general de Saragossa van demanar que a més fossin exclosos del futur Parlament. En ser excomunicat, ningú no podia acollir-lo a casa seva ni donar-li cap mena d'ajut sota pena de patir el mateix càstig. Els seus avaladors se'n van apartar i part dels seus petits vassalls també. Lògicament aquells que fins llavors només havien simpatitzat amb la causa urgellista o aquells que encara no s'havien pronunciat es van alinear amb les autoritats legals del regne, trastamaristes. Paral·lelament la figura de l'arquebisbe fou objecte d'una campanya d'enaltiment com a home de pau i religió, gairebé un sant (cal recordar que havia estat especialment repressiu amb els habitants de Saragossa; es deia que no duia una vida gaire honesta com corresponia als homes de l'Església; Anton de Luna l'havia acusat d'un intent d'assassinar-lo i de voler corrompre la successió; i el mateix rei Martí l'havia acusat directament de protegir criminals).
A final de juliol Ferran de Trastàmara traslladà el seu quarter a Ayllón, des d'on dirigia millor les operacions. Anton de Luna va rebel·lar-se, al·legant la connivència de les autoritats (el governador i el justícia d'Aragó) amb els invasors castellans esperant una revolta general. Però l'avanç castellà anava seguit sempre d'una neteja general dels desafectes (Saragossa, Osca i Belchite foren les ciutats més perjudicades) i a poc a poc quedaren arraconats. Lihori i Cerdán s'eregiren com a autoritats absolutes sense discussió, i fins i tot feren empresonar el bisbe de Tarassona Juan de Valtierra per col·laboracionisme amb Jaume d'Urgell, encara que aquest no havia estat pas excomunicat.
La comissió aragonesa, encapçalada per Berenguer de Bardaixí, continuava les seves deliberacions a Saragossa (sense l'arquebisbe) sense posar-se d'acord en el lloc de reunió ni en qui l'hauria de presidir. Finalment l'11 d'agost Cerdán i Lihori van citar els vuit comissionats al palau episcopal de la ciutat: només van acudir-hi els convocants i tres dels convocats (Berenguer de Bardaixí, Juan Cid i Juan Fernández de Sayas) i junts van decidir de convocar un altre Parlament aragonès a la ciutat d'Alcanyís pel setembre. Ells mateixos van escriure una convocatòria de la qual van excloure Juan de Valtierra, Anton de Luna i els seus seguidors.
La situació, per tant, continuava igual que a principis d'any: la junta d'aragonesos, catalans i valencians no havia servit de res, ja que no es volia fer un Parlament general. El canvi que hi va haver és que la facció urgellista era perseguida a l'Aragó i València pels antiurgellistes i els exèrcits castellans.

### D'un a cinc Parlaments: de setembre a desembre del 1411
Així doncs el 2 de setembre de 1411 començà el Parlament d'Alcanyís, sota la protecció del comanador de la ciutat Guillem Ramon Alemany de Cervelló, germà del governador de Catalunya, i de Juan de Luna, fill de Juan Martínez de Luna. Altra vegada, però, se sap molt poc del que va passar en aquest parlament. Els antiurgellistes hi anaren acudint. Com que els camins eren vigilats per les hosts d'aquests, cap urgellista hi va anar. A mitjan octubre hi arribaren els ambaixadors de Ferran, altíssimes personalitats del regne de Castella encapçalades per l'abat de Valladolid Diego Gómez de Fuensalida, que s'hi van quedar fins a final d'any. El mes de juny els ambaixadors del Parlament de Catalunya van exhortar al Parlament d'Alcanyís de fer retirar immediatament les tropes castellanes presents il·legalment als territoris de la Corona; per això, tot i que ells les havien cridades, les autoritats aragoneses van demanar-los que havien de retirar les tropes. Sorprenentment els castellans van respondre que no, que aquelles hosts eren familiars de l'arquebisbe que buscaven la legítima venjança. Aquesta falsedat va ser l'única resposta que es donarà al llarg de l'any, malgrat les insistències catalanes. De fet castellans i antiurgellistes treballaven braç a braç ocupant castells i viles estratègiques al sud del regne, mentre que el vell Aragó era controlat pels urgellistes: estaven al límit de la guerra civil.
Buscant legitimitat i com que eren bandejats d'Alcanyís, els urgellistes aragonesos −liderats per Anton de Luna− van iniciar un altre Parlament paral·lel a Mequinensa. Però, com que contenia els excomunicats per la presumpta mort de l'arquebisbe i com que no hi havia cap membre que tingués cap càrrec en les institucions aragoneses, va quedar com un grup de rebels a l'autoritat legal. D'aquest Parlament tampoc en conservem les actes.
Mentrestant, a València (on les ràtzies castellanes no es podien justificar com a venjança dels pretesos familiars de l'arquebisbe,) els Vilaragut seguiren l'exemple i també van convocar un Parlament valencià a Vinaròs, que començà el 25 de setembre de 1411. La presència del governador Arnau Guillem de Bellera va donar-hi una certa legitimitat.
I al llarg de la tardor també els Centelles, que llavors eren a Paterna, van convocar un parlament a la vila de Traiguera. Inversament del que passava a l'Aragó, aquí el parlament antiurgellista no contenia les autoritats.
A Alcanyís l'ambaixador català, Joan Desplà, i el representant electe mallorquí Berenguer de Tagamanent) intentaven negociar amb una comissió de cinc diputats aragonesos (Domènec Ram, bisbe d'Osca; Juan de Luna; Domènec Lanaja; Juan de Funes i Berenguer de Bardaixí). La comissió pretenia excloure de l'elecció del nou rei el regnes de València, pretextant les bandositats, i fins i tot el regne de Mallorca malgrat que no n'hi havia. Els catalans també van demanar repetidament als urgellistes reunits a Mequinensa que anessin al Parlament d'Alcanyís, però s'hi negaven fins que aquest no fos explícitament per reunir l'esperat Parlament General dels regnes.
Per tant, en aquesta etapa van sorgir cinc parlaments: a l'Aragó dos d'oposats; a València dos més, també oposats (tot i que hi va haver un intent d'unificar-los); i Catalunya era l'únic membre de la Corona que mantenia la normalitat institucional amb un sol parlament a la ciutat de Tortosa (des d'on es podia comunicar ràpidament amb la resta), on estaven reunits tant els urgellistes com els antiurgellistes. Tortosa va enviar moltes missives a Alcanyís però també directament a Ferran d'Antequera exhortant-los de retirar les tropes estrangeres, però l'única resposta del pretendent fou que es veia en l'obligació de pacificar aquelles terres i restablir l'ordre públic així com permetre la venjança dels pretesos familiars de l'arquebisbe.
De fet, el procurador de Ferran a Tortosa, Juan González de Acevedo, el 3 de novembre va denunciar dues coses: que Jaume d'Urgell estava reunint un exèrcit per donar suport als urgellistes, i que encara fos governador general dels Regnes sense ser fill del difunt Martí. També es queixava de la presència al Parlament català de l'abat d'Àger, amic del comte. L'endemà dia 4 el procurador de Jaume, Pere Ferrer, va anunciar que renunciava al càrrec i que dissolia l'exèrcit que fins llavors havia estat aplegant tot i que es lamentava de la presència dels exèrcits castellans als regnes veïns. De totes maneres, fins a final d'any des Tortosa s'enviaren insistentment missives als dos pretendents per tal que no fessin hostilitats, cosa que indica que el comte Jaume continuava armat.
El dia 24 d'octubre, Pere Ferrer va portar al Parlament català les escandaloses proves d'un intent de suborn de l'urgellista aragonès Garcia López de Sessé, que havia estat temptat pels ambaixadors de Ferran. Els Sessé eren del grup d'excomunicats per Benet XIII arran de l'assassinat de l'arquebisbe de Saragossa. A més en les proves documentals es feia evident la connivència entre les autoritats aragoneses (Gil Ruiz de Lihori i Juan Ximénez Cerdán) i el pretendent castellà.

#### El «Cas Sescomes»
Arribats en aquest punt, l'ambaixador Joan Desplà, que seguia les directrius de Tortosa intentant dirigir el procés successori pels camins polítics i no militars, l'11 d'octubre del 1411 els demana que li enviïn una còpia de la famosa acta de "Les últimes voluntats del rei Martí" del 30-31 de maig de 1410. Es trobava que els aragonesos citaven contínuament les últimes voluntats i ell no les havia llegit, de fet ningú ho havia fet perquè no havien sortit a la llum pública. Per això la Diputació del General de Catalunya va demanar una còpia de l'acta a l'exprotonotari reial Ramon Sescomes. Fou llegida a Tortosa el 22 d'octubre, i va suscitar tals malfiances (cal recordar que el contingut divulgat fins llavors era que el rei Martí, per iniciativa pròpia, havia dictat que no tenia cap preferència en la successió i que volia que se solucionés segons la justícia) que aquell mateix dia el Parlament va ordenar l'entrega immediata de l'original.
I, sorprenentment, Sescomes es va negar a entregar-lo. A la sessió del 31 la Diputació informa que l'exprotonotari addueix que encara se li devia un sou: se li van pagar 200 florins pel document i 300 més pels que li poguessin demanar en un futur. Malgrat això no va respondre fins al cap d'un mes: ell mateix va anar a Tortosa l'1 de desembre per dir que no entregaria l'original si no era a un Parlament General dels Regnes, erigint-se com a guardià del document, tot i que ja no era el protonotari reial.

#### La proposta francesa
Aquesta proposta fou l'últim intent dels avaladors de Lluís de Calàbria per remuntar la seva candidatura. El 29 de desembre, a punt d'acabar l'any 1411, va arribar al Parlament de Tortosa una gran ambaixada francesa (i amb la presència de sicilians membres de la facció angevista) encapçalada pel bisbe de Sant Flor. Exigien que aquells membres que havien usat les armes durant l'interregne havien de ser desqualificats: es referien al d'Antequera i al d'Urgell. L'11 de gener del nou any 1412 ja eren al Parlament d'Alcanyís (el qual va voler demanar una dispensa papal per poder parlar amb els francesos, ja que aquests eren partidaris de l'altre papa cismàtic de Roma) i van presentar l'objectiu de la missió: proposaren com a rei el futur duc d'Anjou, Lluís de Calàbria, a canvi de fusionar el seu patrimoni (el ducat d'Anjou, el de Calàbria i el comtat de Provença) amb el patrimoni catalanoaragonès; es desconeix si els feus francesos s'haurien alliberat de la sobirania del rei francès. Però en aquest punt de l'enfrontament l'oferta no va acabar prosperant, ja que els partits ja estaven molt delimitats.

### Els aragonesos prenen la iniciativa vers el Compromís: de gener a març del 1412
A principis d'any s'enfrontaren les tropes saragossanes del governador Gil Ruiz de Lihori i les dels urgellistes aragonesos a la Batalla d'Ejea de los Cavalleros, amb victòria d'aquests últims. Mentrestant els castellans pressionaven la urgellista regió de Xàtiva, al País Valencià.
El 2 de gener a Alcanyís, l'abat de Valladolid, Diego Gómez de Fuensalida, va denunciar que, amb l'ajuda del governador de Mallorca (Roger de Montcada i de Lloria), el comte Jaume s'havia aliat amb el mateix rei moro de Granada per anar contra Ferran.
El 4 el Parlament aragonès amenaça el català d'actuar unilateralment en la successió si no envien una comissió definitiva amb facultat per prendre decisions. El dia 8 arriba a Alcanyís l'ambaixada franco-siciliana (i també Francesc d'Aranda). El dia 13, un cop debatuda i rebutjada la seva proposta, parteix de Tortosa la demanada comissió que, juntament amb els aragonesos, havia de decidir com s'elegiria el nou rei.

#### La Concòrdia d'Alcanyís i la imposició dels compromissaris
Des de Peníscola, el 23 de gener el papa Luna Benet XIII d'Avinyó va enviar una carta als dos parlaments proposant una solució definitiva: en comptes de reunir un Parlament General reunir només uns quants homes de lleis que decidissin per tothom. La carta anava acompanyada d'una butlla en què designava procurador seu amb facultat executiva el missatger que duia la carta: Francesc d'Aranda.
A Alcanyís la carta fou llegida per la junta d'aragonesos (catorze persones, totes trastamaristes, entre les quals Gil Ruiz de Lihori, Juan Ximénez Cerdán i l'agent de Ferran Berenguer de Bardaixí) i catalans (sis persones de diverses tendències, entre els quals l'arquebisbe de Tarragona Pere de Sagarriga i de Pau). Aquesta junta tenia l'objectiu d'establir un procediment per tal d'elegir el nou rei. Aquesta Junta desigual va acabar acceptant el consell del papa el 15 de febrer, en el que s'ha anomenat la Concòrdia d'Alcanyís. La proposta de la junta concretava el consell del papa establint que serien nou persones les qui triarien el nou rei (tres per cada regne, sense comptar el de Mallorca, que la decisió havia de ser acatada per tots els regnes, que aquelles 9 persones s'havien de presentar en un termini de vint dies (però no especificava el procediment per escollir-les) i que la seva reunió tindria lloc a Casp. També exhortaven als candidats estrangers perquè no entressin a la Corona, i als d'aquí se'ls prohibia acostar-se a Casp. Malgrat tot, les tropes castellanes no es van moure mai de les zones ocupades.

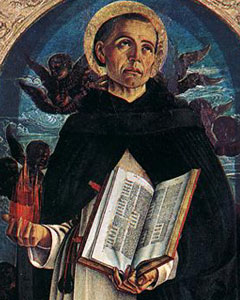
Sant Vicent Ferrer

El 26 de febrer el parlament d'Alcanyís va delegar la tria dels seus tres compromissaris als mateixos caps del trastamarisme Gil Ruiz de Lihori (el governador del regne) i Juan Ximénez Cerdán (justícia d'Aragó). La llista es va presentar l'endemà mateix simultàniament a Alcanyís i a Tortosa, cosa que ha fet pensar que probablement ja estigués feta d'abans. Sorprenentment, no només hi figuraven els tres representants aragonesos sinó que també van triar els tres representants de València, i els tres de Catalunya. I van alertar al parlament català que no acceptarien cap modificació dels noms d'aquella llista. Malgrat les amenaces, el parlament de Tortosa va escollir una comissió de vint-i-quatre diputats per analitzar-la i decidir. La llista aragonesa en qüestió componia els següents noms:
- Per Aragó: Domènec Ram (cunyat de Berenguer, bisbe d'Osca i servidor de Benet XIII), Francesc d'Aranda (cartoixà de Portaceli, servidor de Benet XIII) i Berenguer de Bardaixí (cunyat de Domènec, cavaller, home de lleis i agent de Ferran de Trastàmara).
- Per València: Vicent Ferrer (germà de Bonifaci, frare dominic, predicador de fama europea, agent i confessor de Benet XIII), Bonifaci Ferrer (germà de Vicent, cartoixà de Portaceli, conseller i servidor de Benet XIII) i Gener Rabassa (jurista, doctor en lleis de gran fama a tota la Corona d'Aragó).
- Per Catalunya: Bernat de Gualbes (poderós conseller de Barcelona, líder dels antiurgellistes a Catalunya, advocat i ambaixador de Benet XIII), Pere de Sagarriga i de Pau (arquebisbe de Tarragona nomenat per Benet XIII, però durant l'interregne al Parlament de Tortosa es mostrà sempre conciliador, inclinant-se fins i tot per Jaume d'Urgell) i Guillem de Vallseca (també jurista i doctor en lleis famós a tota la Corona d'Aragó)

#### La batalla de Morvedre (27 de febrer del 1412)
Paral·lelament Jaume d'Urgell havia format un exèrcit amb els seus seguidors catalans i mercenaris gascons per tal de socórrer el regne de València, que lluitava sol contra la invasió castellana. El màxim comandament era Ramon de Perellós. Però va quedar encallat al sud de Catalunya perquè els castellans ja barraven les principals zones de pas.
L'exèrcit urgellista valencià, comandat pel governador Arnau Guillem de Bellera i pels Vilaragut, va haver d'enfrontar-se sol als castellans i les hosts dels antiurgellistes del regne, dirigides pel castellà Diego Gómez de Sandoval. La batalla tingué lloc a la població de Morvedre el mateix 27 de febrer que arribava a Tortosa la llista aragonesa imposada. El governador fou mort i els urgellistes clarament derrotats. Per evitar mals majors, la ciutat de València va rendir-se immediatament, malgrat l'urgellisme militant dels seus habitants; i el Parlament de Vinaròs va dissoldre's precipitadament per fugir (posteriorment es va reobrir a Alzira). A partir de llavors la major part del Regne de València va caure en mans de Ferran d'Antequera i la causa urgellista quedava molt tocada.

#### L'acceptació catalana dels compromissaris i les protestes
Durant els debats de la comissió dels vint-i-quatre va quedar patent la divisió entre urgellistes i trastamaristes. Els urgellistes encara van intentar modificar la llista aragonesa (substituint Bernat de Gualbes per Bonanat de Pere o per Guillem Domenge, i Bonifaci Ferrer per Arnau de Conques), però els trastamaristes i els servidors del papa van evitar-ho (els partidaris de Ferran eren: el bisbe de Barcelona Francesc Climent el Sapera; l'abat de Montserrat Marc de Vilalba; l'abat de sant Cugat Dalmau de Cartellà; l'ardiaca de Tarragona; l'ardiaca del Penedès Felip de Malla; els tres síndics de Barcelona: Ramon Fiveller, Bernat de Gualbes i Joan Desplà; i el síndic de Tortosa Garidell). A les actes oficials va quedar escrit que, per evitar l'escissió de la Corona, la comissió va acabar aprovant la llista que havien fet el justícia i el governador d'Aragó el dia 13 de març. No es va tocar cap nom dels 9 compromissaris imposats que haurien d'escollir el nou rei.
Immediatament s'alçaren nombroses i crispades protestes: molts nobles, presidits pels Cardona, els Montcada i el pretendent Joan de Prades, no podien creure que s'hagués d'acceptar íntegrament les imposicions d'Alcanyís d'uns personatges la filiació trastamarista dels quals era públicament coneguda (parlaven sobretot de Bardaixí, Ram i Aranda) i els retreien que feia només dos anys estaven per la legitimació de l'infant Frederic de Luna. Els síndics de Girona arribaren a negar-se a reconèixer el rei que elegís aquest Compromís. L'àvia de Lluís de Calàbria, i autèntica promotora de la candidatura angevina, Violant de Bar, també va denunciar-ho i va afegir que, per la seva condició de cartoixans, Bonifaci Ferrer i Francesc d'Aranda no podien intervenir en la política. També va sonar el rumor (després confirmat) que Bardaixí cobrava un suborn de 500 florins al mes per part de Ferran.
El regne de Mallorca sencer protestava insistentment per haver estat marginat de la Concòrdia. També ho feien Mequinensa i Alzira. Fins i tot els trastamaristes valencians reunits al Parlament de Morella (que s'havia traslladat des de Traiguera) també es queixaven perquè els seus propis ambaixadors a Tortosa també havien acceptat la llista sense ni tan sols consultar-ho abans amb el plenari.

## El Compromís de Casp: de març a juliol de 1412
Tant les normes que havien de regir el Compromís com els 9 compromissaris que havien de representar els tres estats peninsulars havien estat imposats per dos personatges aragonesos que ocupaven els dos màxims càrrecs de l'autoritat d'Aragó: Juan Ximénez Cerdán, el Justícia, i Gil Ruiz de Lihori, el governador, que a més eren els líders de l'antiurgellisme en aquell regne (ara ja podem parlar directament de trastamarisme). València i Catalunya, l'una per la derrota de l'urgellisme a Morvedre i l'altra per les amenaces aragoneses d'escindir la Corona, havien acatat aquestes dues imposicions. Fins i tot la vigilància del castell de Casp requeia en els trastamaristes (Ramon Fiveller, entre altres)
A aquelles altures només Ferran de Trastàmara podia sortir elegit perquè tenia al seu favor la majoria dels compromissaris i com a mínim un de cada terna.

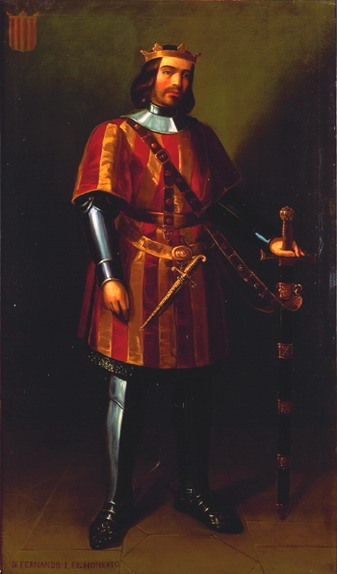
Ferran d'Antequera, en una pintura romàntica de 1885.

El dia 29 de març de 1412 era el dia que les normes estipulaven com a inici del Compromís. Però, una setmana abans, els tres compromissaris aragonesos, junt amb Pere de Sagarriga i Bernat de Gualbes (tots trastamaristes menys l'arquebisbe, que malgrat això era servidor del papa), que ja eren a Casp, van decidir començar-lo i escoltar els primers advocats dels pretendents sense esperar els que faltaven: Gener Rabassa, Guillem de Vallseca i els germans Ferrer Vicent i Bonifaci. Tots menys el primer van anar arribant al llarg de la setmana. Malgrat això el dia 29 tampoc es va poder fer el jurament perquè Gener Rabassa no havia vingut, el seu gendre (Francesc de Perellós i de Pròxida) adduïa una sobtada malaltia de bogeria. No se sap si això era veritat o no; de fet ja tenia la inusual edat de 74 anys, però no és menys cert que era un urgellista i un jurista molt reconegut. Per tant, els compromissaris presents van acabar votant per substituir-lo pel també jurista Pere Bertran, el qual no arribaria a Casp fins molt de temps després. El 17 d'abril els vuit presents van fer el jurament de constitució. Hi eren presents també els ambaixadors de Ferran de Trastàmara i els d'Alfons de Gandia.
Mentrestant aquell mes de març el Parlament d'Alcanyís va traslladar-se a Saragossa. I també el de Traiguera va instal·lar-se a la ciutat de València acabada d'ocupar. Al llarg de l'abril els mallorquins van enviar missatges a Casp, Saragossa i Tortosa exigint una quarta terna pel regne de Mallorca, però foren ignorats.
La defensa de cada candidat les feien els seus ambaixadors i advocats, els quals exposaven els drets del seu senyor. El procediment consistia en l'exposició d'aquests, seguida d'un debat dels compromissaris sols a porta tancada. Acabat el debat feien entrar els notaris (Jaume Desplà, Ramon Batlles i Pablo Nicolás) i els dictaven les conclusions a què s'havia arribat.
1. El 18 d'abril va començar la defensa d'Alfons I de Gandia el Vell.
2. El 5 de maig fou el torn dels ambaixadors de Ferran d'Antequera.
3. El 9 de maig un sol advocat va presentar els drets de Joan de Prades, el germà petit d'Alfons de Gandia.
4. El 10 de maig era pels ambaixadors de Lluís d'Anjou, enviats per l'exreina Violant de Bar.
5. L'últim candidat de pes fou Jaume d'Urgell el 16 de maig, defensat per vuit representants.

Arribats al 29 de maig, el dia estipulat com a final del Compromís, els compromissaris van voler fer ús de la pròrroga a què tenien dret. S'ha dit que el motiu devia ser esperar que l'agitació social que hi havia des del febrer s'apaivagués una mica. Gràcies a ella també l'infant Frederic de Luna (el net que volia legitimar Martí l'Humà) va poder ser defensat per uns advocats enviats per Blanca de Navarra (la dona de Martí el Jove).

### La votació (24 de juny del 1412)
Finalment el 24 de juny de 1412 es va procedir a la votació oral de cada compromissari, però a porta tancada i sense testimonis. Després de la sessió entraren els tres notaris, els quals van redactar tres actes que foren lliurades a un compromissari de cada terna: Pere de Sagarriga per Catalunya, Bonifaci Ferrer per València i Domènec Ram per l'Aragó. El primer a votar fou Vicent Ferrer per a Ferran de Trastàmara a través d'un extens discurs en què gairebé demanava a la resta el mateix vot. No és d'estranyar, ja que havia viatjat per tots els regnes predicant pel candidat castellà. El vot particular de cada compromissari fou:
Pel regne d'Aragó:
- Domènec Ram, bisbe d'Osca: votà per Ferran de Trastàmara.
- Francesc d'Aranda, conseller reial, cartoixà de Portaceli i enviat del Papa Benet XIII: votà per Ferran de Trastàmara.
- Berenguer de Bardaixí, jurista a sou de Ferran de Trastàmara: votà per Ferran de Trastàmara.

Pel principat de Catalunya:
- Pere de Sagarriga i de Pau, arquebisbe de Tarragona: tot i fer un llarg elogi de Ferran i declarar-lo com el candidat més "útil" va fer una estranya votació: va considerar com a legítims successors tant a Jaume d'Urgell com a Alfons de Gandia el Jove (el pare havia mort no feia gaire i considerava que la família no tenia la culpa que l'interregne s'hagués allargat tant), entre els quals va repartir el seu vot. I no obstant això va recalcar que el regne de Sicília corresponia per dreta llei a l'infant Frederic de Luna.
- Guillem de Vallseca, jurista de gran fama: va donar el mateix argument que l'arquebisbe però votà només per Jaume d'Urgell.
- Bernat de Gualbes, síndic i conseller de Barcelona: el compromissari del Principat necessari que votà per Ferran de Trastàmara.

Pel regne de València:
- Bonifaci Ferrer, prior de la cartoixa de Portaceli: votà per Ferran de Trastàmara.
- Vicent Ferrer, frare dominic: votà per Ferran de Trastàmara.
- Pere Bertran (que substituïa Gener Rabassa), jurista: va abstenir-se al·legant que, havent arribat més tard que la resta, no havia tingut temps per fer un judici correcte.

Així doncs el resultat del Compromís de Casp fou:
1. Ferran de Trastàmara: 6 vots.
2. Jaume d'Urgell: 2 vots.
3. Alfons de Gandia el Jove: 0 vots (el de Pere de Sagarriga se'l quedava aquell dels dos que tragués més vots).
4. Frederic de Luna: 0 vots, però Pere de Sagarriga li reconeixia el dret sobre Sicília per ser-ne el legítim hereu de Martí l'Humà.

Els parlaments de Tortosa, València (abans a Traiguera-Morella: trastamaristes) i Saragossa (abans a Alcanyís: trastamaristes) van acudir a Casp a escoltar la sentència, que es va proclamar el 28 de juny de 1412 a l'església major de Santa Maria. Després de la missa Gaudeamus et exultemus et demus gloriam Deum quia venerunt nuptia Agni, sant Vicent Ferrer proclamà el veredicte en un discurs de lloança del nou rei de la Corona d'Aragó: Ferran de Trastàmara el d'Antequera.

## Després del Compromís de Casp

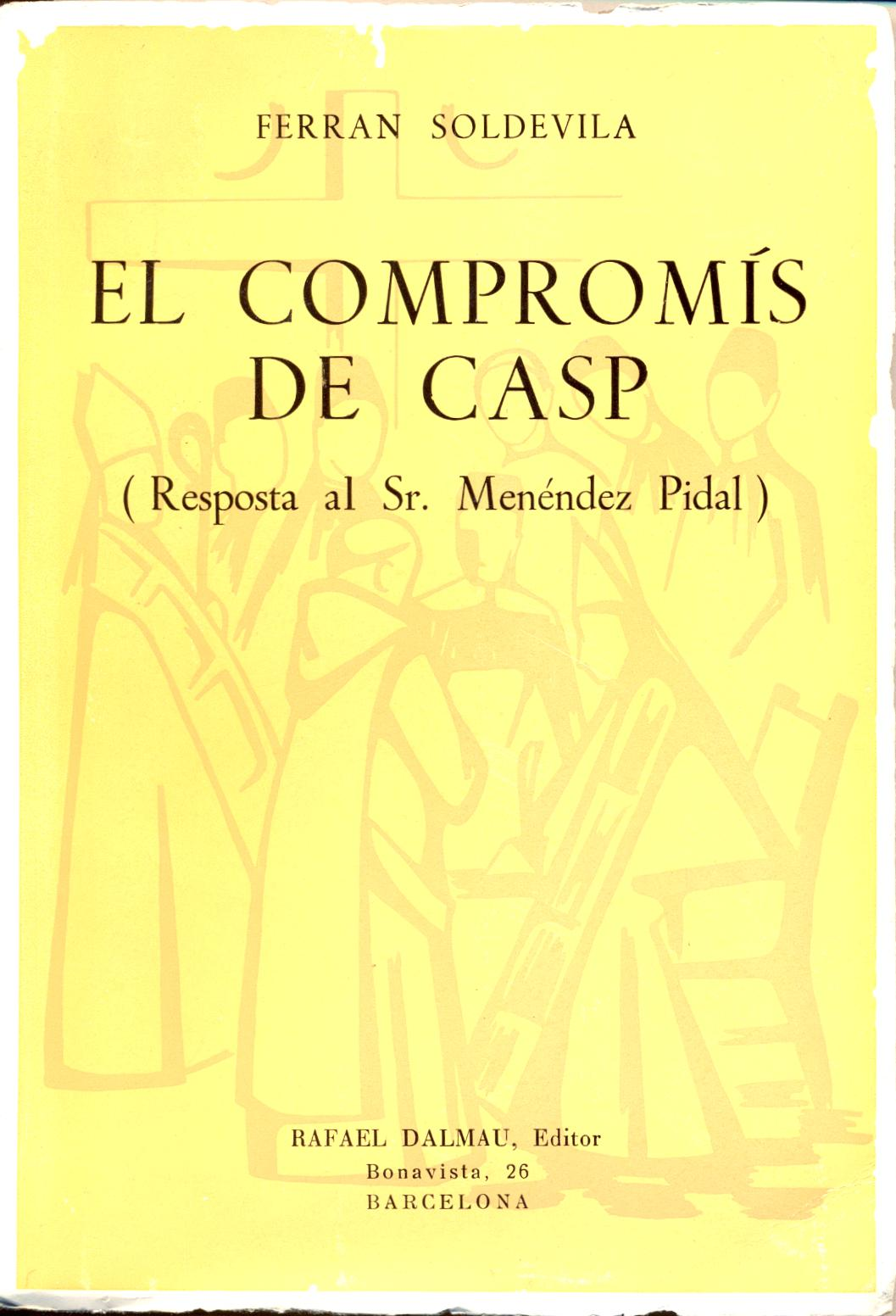
«El Compromís de Casp (Resposta al Sr. Menéndez Pidal)» (1965).

Ferran va rebre la notícia quan era a Conca i va posar-se en camí. El dia 5 d'agost entrava a Saragossa, on va ser coronat a la catedral amb tots els honors tot jurant respectar els furs d'Aragó. De fet ja com a nou rei va obrir unes Corts per fer un seguit de concessions a les classes altes dirigents, que l'havien ajudat a pujar al tron i a les quals va donar les gràcies públicament. També va dictar-hi lleis per castigar els responsables de les bandositats durant els anys de l'interregne (1410-1412). Les famílies urgellistes foren acusades de ser les culpables d'aquestes i hagueren de pagar substancials compensacions territorials a les que foren establertes com a víctimes: les antiurgellistes.
El resultat del Compromís havia estat el resultat de la guerra, i en aquelles mateixes Corts foren reprimides les últimes veus resistents. El comte de Benavente va atrevir-se a afirmar públicament (en una baralla verbal contra Francesc de Perellós) que Ferran no tenia cap dret a la corona i que s'havia servit dels exèrcit castellans per ocupar els regnes. Va ser immediatament arrestat davant dels presents, a la nit fou torturat i l'endemà va ser executat.
Vist que Ferran ja dominava la situació, el Regne de Mallorca, que durant l'interregne s'havia alineat sempre al bàndol urgellista, va enviar al nou monarca un bon subsidi de coronació tot acceptant el nou statu quo.
Finalment el 28 d'octubre va ser el mateix Jaume d'Urgell qui va donar-se per vençut i va retre vassallatge al nou rei. Ambdós van pactar que, a canvi de la renúncia, Jaume rebria noves rendes i terres com a compensació. I el novembre el mateix Benet XIII va coronar Ferran com a rei de Sardenya i Sicília (fent cas omís dels drets legals que tenia el petit Frederic de Luna, fill de Martí el Jove).
Malgrat això, no fou fins al 4 de gener del nou any 1413 que Ferran va convocar les Corts de Catalunya a Barcelona per jurar les constitucions del Principat, requisit fonamental per coronar-se comte de Barcelona. Després de la coronació van tenir lloc les sessions ordinàries de les Corts. Van ser especialment dures perquè Ferran no estava acostumat al pactisme català: fou el primer dels reis castellans a inaugurar la tensió entre la monarquia i les corts catalanes que caracteritzarà tota la història de la Catalunya moderna fins al segle xviii. Acostumat al tipus de monarquia autoritària castellana volia dues coses: 
1. Que els notables allí reunits perdonessin els elevats deutes que la monarquia catalana havia contret des del regnat de Pere III el Cerimoniós.
2. Que li concedissin elevats subsidis.

Ni tan sols van secundar-lo aquells que durant l'interregne li havien donat suport, i el nou rei es va trobar sol davant les Corts. Un dia d'especial enfuriment es va aixecar i, davant l'estupor dels diputats, va cridar exasperat que ell "havia muy bien mercado este regnado, e como le havia costado más de ochocientas mil doblas de oro", fent referència sense voler als diners que s'havia gastat durant l'interregne per ocupar Aragó i València i per assegurar-se el resultat del Compromís.
Com que la situació s'anava allargant i Ferran de Trastàmara no feia més que enfrontar-se a les lleis, Jaume II va aprofitar per revoltar-se el maig de 1413, malgrat que li havia jurat fidelitat. Anton de Luna, però sobretot la seva pròpia mare Margarida de Montferrat el van convèncer; a més a més tenia emparaulada una aliança amb Anglaterra. Va llogar de nou uns mercenaris gascons i el mes de maig de 1413 va atacar Lleida i Osca. Però revoltar-se a l'interior del país mentre a Barcelona hi havia reunits els notables de tot el principat presidits pel monarca va ser un greu error. Els diputats, espantats per les notícies d'una revolta al camp i sense cap ganes de tornar a una situació d'incertesa política que ja havia durat dos anys, van córrer a fer pinya amb el que, malgrat tot, era el nou rei reconegut per tothom. La revolta no tingué èxit perquè poca gent més es va aixecar en armes. Ferran de Trastàmara ho tingué fàcil per acabar amb els rebels: les escomeses de Lleida i Osca van fracassar, l'aliança amb Anglaterra mai es va fer efectiva i el 13 d'octubre d'aquell any van acorralar el comte Jaume al castell Formós a Balaguer. El dia 31 d'octubre, l'últim comte d'Urgell es va rendir a les hosts reials. Fou jutjat pels seus propis enemics, els quals havia anat col·leccionant al llarg d'una vida de bandositats diverses, que el 29 de novembre el condemnaren a presó perpètua i a la confiscació de tots els béns i títols dels Urgell. A partir de llavors Jaume va passar la resta de la seva vida en presons castellanes sota condicions duríssimes, fins que molts anys després, el 1426, fou traslladat a Xàtiva en una reclusió més digna a instàncies d'Alfons IV el Magnànim, fill de Ferran de Trastàmara.